# Dub v Bezděkovském parku
Dub v Bezděkovském parku je památný strom v Bezděkově západně od Klatov. Přibližně třistaosmdesátiletý dub letní (Quercus robur) roste na konci hráze v západní části parku patřícího k renesančnímu zámku, v místě zvaném "U kolečka". Obvod jeho kmene měří 632 cm a koruna stromu dosahuje do výšky 30 m (měření v roce 2004). Dub je chráněn od roku 1978 pro svůj vzrůst a věk.

## Stromy v okolí
- Beňovská lípa
- Dub letní v Klatovech
- Dub u Parderny - Klatovy
- Javor u klatovské pošty